# Làkinsk
Làkinsk (en rus: Лакинск) és una ciutat de l'óblast de Vladímir, a Rússia, segons el cens del 2021 tenia 13.947 habitants. Pertany al districte municipal de Sóbinka.